# They Ain’t Ready
They Ain’t Ready – singel amerykańskiej grupy hip-hopowej Ruff Ryders, wydany w 2001 roku. Pochodzi z albumu "Ryde or Die Vol. 3". Występują na nim Jadakiss, Bubba Sparxxx i Timbaland (który również jest autorem podkładu). Do utworu powstał klip.

## Występujący
Pierwszą zwrotkę wykonuje Jadakiss, a drugą Bubba Sparxxx. W trzeciej występują obaj raperzy. Timbaland występuje tylko w wejściówce i refrenie.

## Lista utworów
1. "They Ain't Ready" (Radio Edit)
2. "They Ain't Ready" (Instrumental)
3. "They Ain't Ready" (LP Version)